# Mosh (logiciel)
Pour les articles homonymes, voir Mosh (homonymie).
Mosh (ou mobile shell) est un logiciel réseau libre permettant une connexion de type terminal à un serveur distant. Il se positionne en alternative à SSH. À la différence de ce dernier, Mosh est capable de gérer l'itinérance, des connexions intermittentes et fournit un mécanisme intelligent d'écho des commandes saisies permettant d'économiser de la bande passante. Il est plus robuste et plus adapté aux connexions réseau de mauvaises qualité (bas débit ou intermittentes), notamment à travers des réseaux Wi-Fi, 3G ou de longues distances.

## Principes
À la différence des protocoles de communication distant (Telnet, Rlogin, SSH), qui font transiter un flux d'octets du serveur vers le client que celui-ci interprète, mosh maintient une « image » de l'état de l'écran à la fois sur le serveur et le client. Le problème devient alors un problème de synchronisation d'état, c'est-à-dire faire évoluer le client vers l'état de l'écran du serveur, de la façon la plus efficace possible. Ceci est réalisé grâce au protocole de synchronisation d'état (State Synchronization Protocol ou SSP) développé par le projet mosh.

### State Synchronization Protocol
Mosh est la première application de ce protocole. Ce dernier est construit au-dessus du protocole UDP et fournit un mécanisme –sécurisé– de synchronisation des états d'objets dans des contextes de connexions intermittentes.

## Inconvénients
Du fait de la jeunesse du projet certaines fonctionnalités présentes dans d'autres protocoles (par exemple SSH) ne sont pas encore pris en charge :
- IPv6 n'est pas encore pris en charge[2] ;
- SSH Agent Forwarding n'est pas encore pris en charge[3] ;
- X forward n'est pas encore pris en charge[4]